# Mansardă

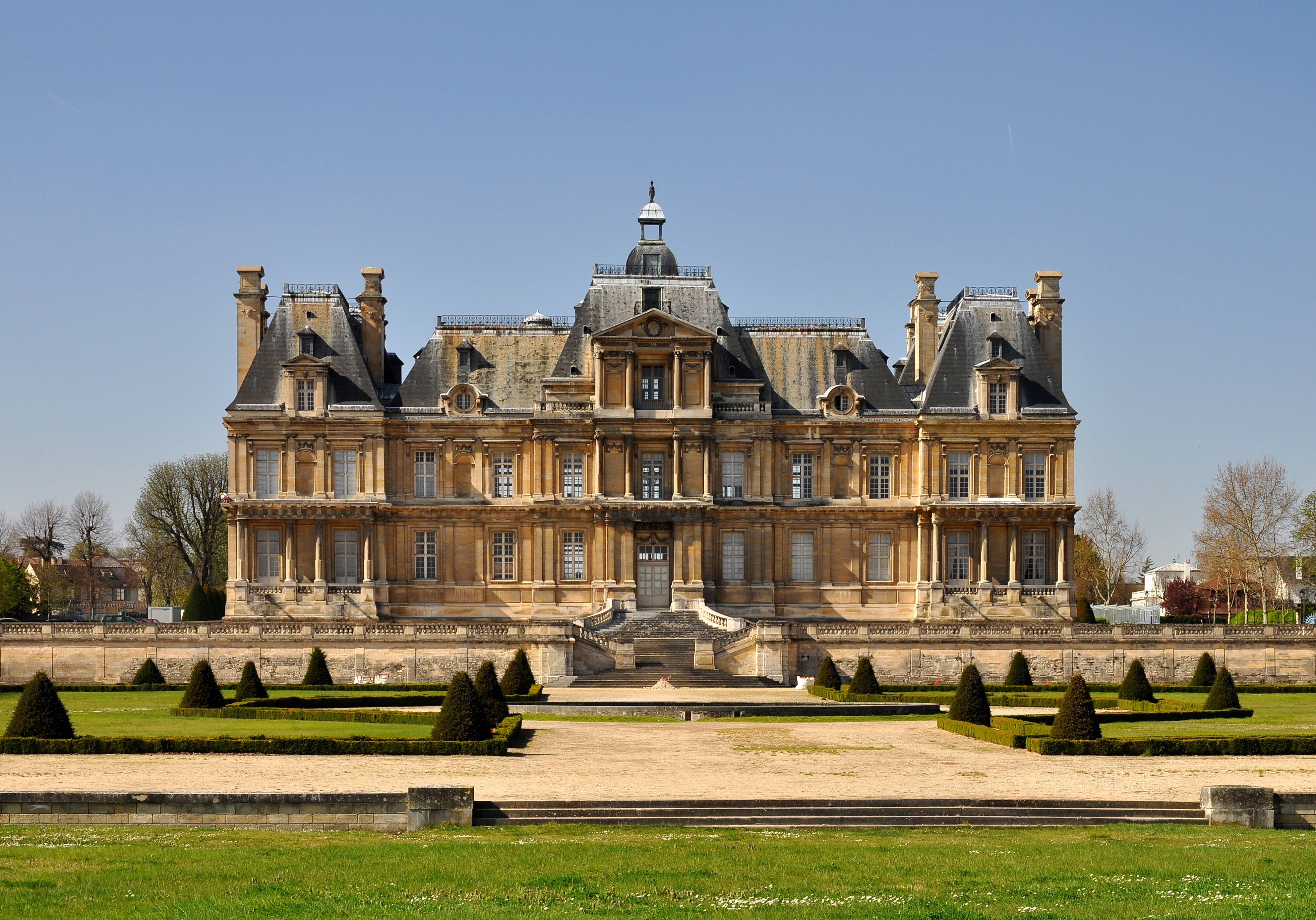
Château de Maisons-Laffitte proiectat de arhitectul François Mansart

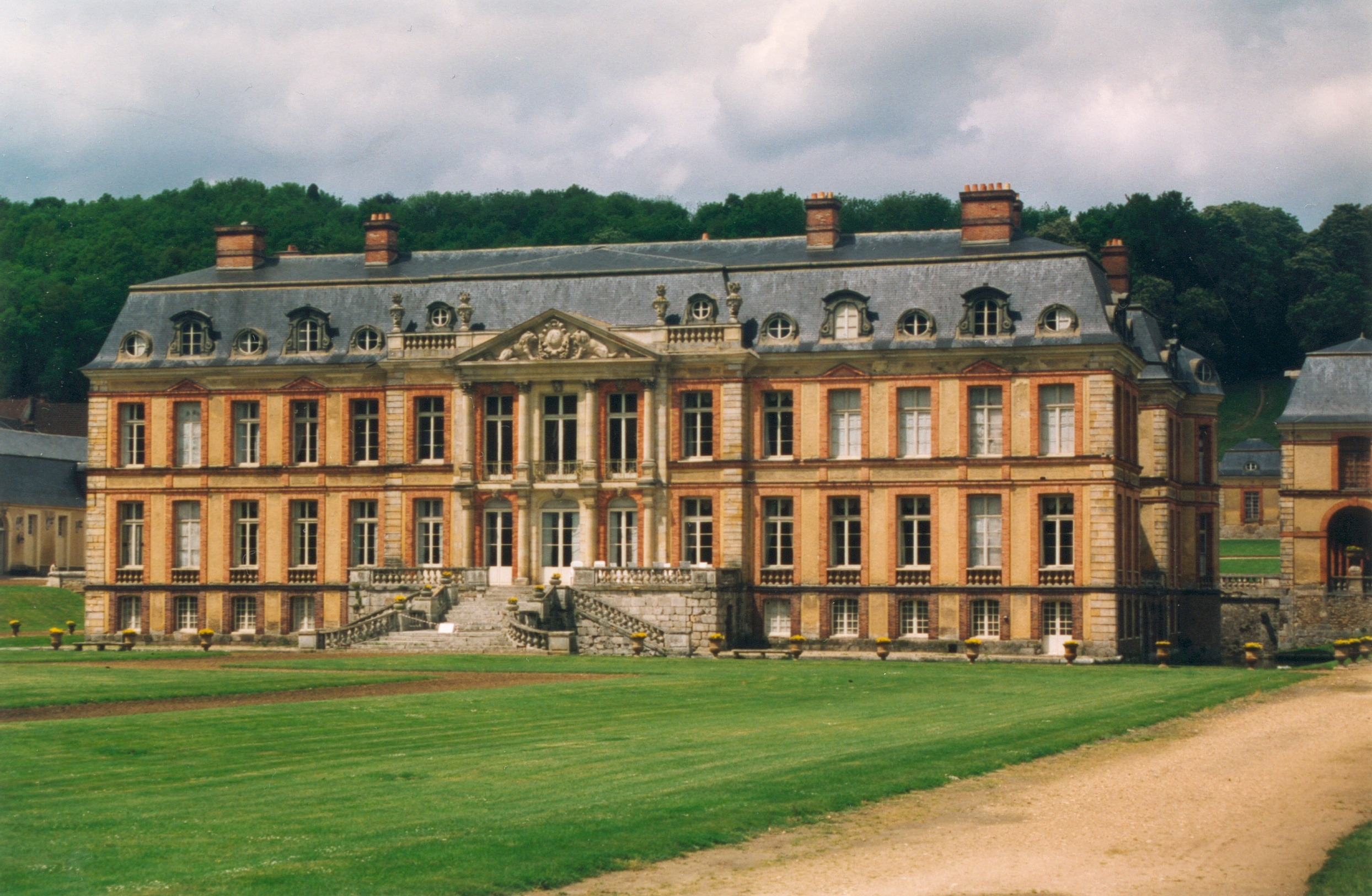
Mansardă la Castelul Dampierre (1675–1683); arhitect: Jules Hardouin Mansart, nepotul lui François Mansart

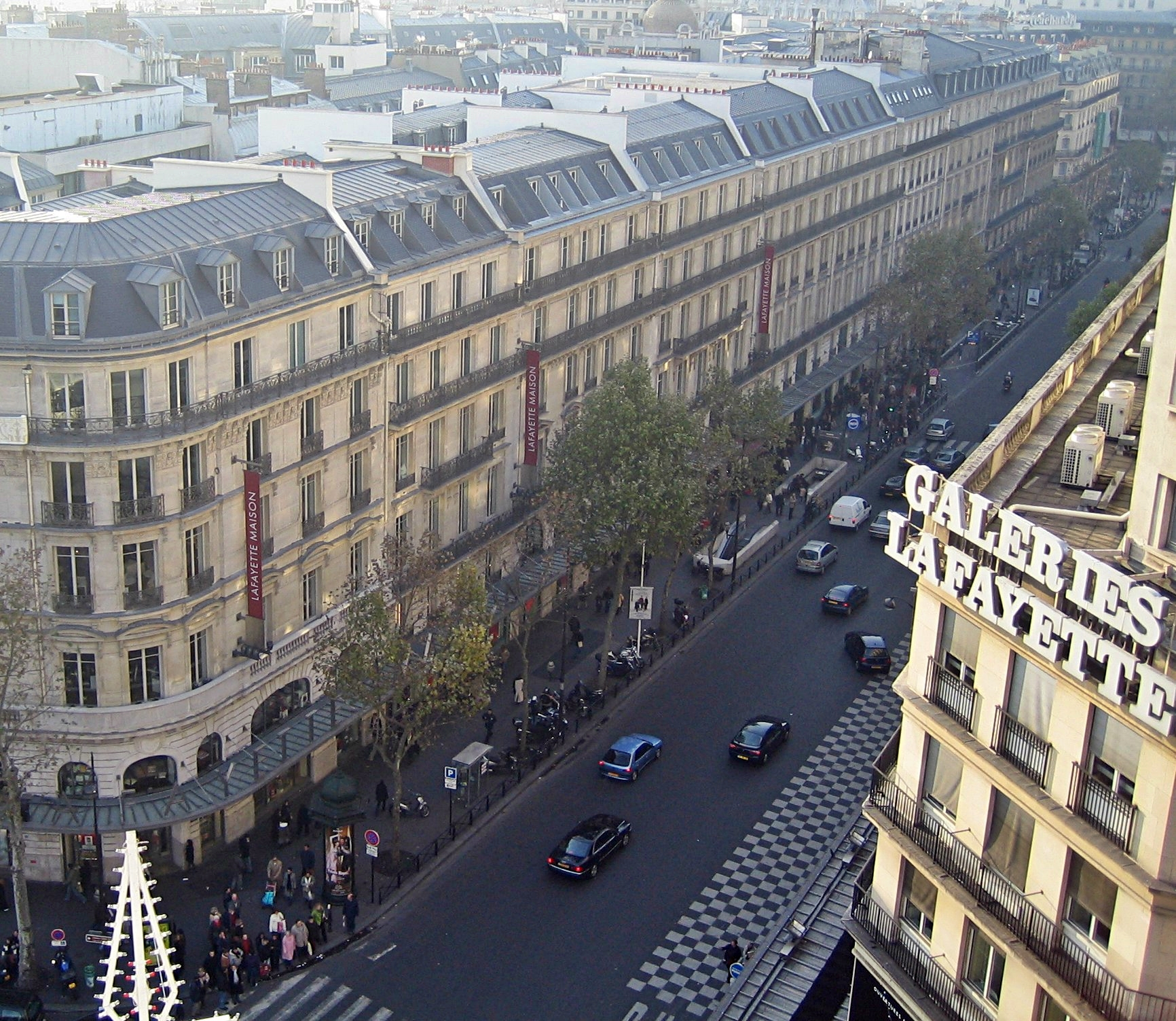
Bd. Haussmann și Galeriile Lafayette

Mansarda (cuvânt provenit din limba franceză: mansarde, după numele arhitectului francez François Mansart) este ultimul nivel locuibil al unei construcții, situat imediat sub acoperișul înclinat al acesteia. Elemente caracteristice ale mansardei sunt pereții săi înclinați în două unghiuri diferite. Panta învelitorii este mai mare pe partea inferioară a acoperișului, unde se află și lucarnele. Mansardele, spre deosebire de poduri, care pot fi iluminate și aerisite prin ferestre de tip velux (înclinate și integrate în învelitoarea acoperișului), adesea considerate în mod eronat ca mansarde, capătă lumină și aer prin ferestre verticale 
specifice, numite lucarne. 
Un alt aspect important în definirea mansardei și diferențierea acesteia de pod, este dat de faptul că un pod poate fi necirculabil, spre deosebire de mansardă care este întotdeauna circulabilă (îndeosebi locuibilă).

## Caracteristicile mansardei
Datorită celor două elemente caracteristice ale sale – inclinația abruptă și dubla înclinație a învelitorii pe fiecare latură – mansarda poate fi uneori confundată cu alte tipuri de acoperișuri. Adeseori și acoperișurile (podurile), ale căror învelitori se prezintă cu o singură înclinație și cu pante mici (adesea cu înălțimi reduse), pot fi considerate, în mod impropriu, mansarde.  Acoperișul în stil Gambrel , vizibil de obicei pe hambarele fermelor din Nordul Americii, este foarte asemănător cu mansardele. Cele două tipuri fac parte din categoria acoperișurilor cu învelitori înclinate (în ape) și ambele tipuri au suprafețele înclinate în două unghiuri diferite. Însă mansarda este un acoperiș „în formă de pavilion”, cu planuri înclinate pe toate laturile clădirii, spre deosebire de acoperișul în stil Gambrel, cu planuri înclinate doar pe două laturi.  
O diferență semnificativă între cele două tipuri de acoperiș este reprezentată de culmea lor, care este mult mai ascuțită în cazul acoperișurilor în stil Gambrel.
În Franța și Germania nu există o distincție între mansardă și acoperișul de tip Gambrel; ambele feluri sunt numite „mansarde”. În limba franceză termenul mansarde se referă la stilul acoperișului sau la spațiile de locuit (garret).

## Avantajele mansardei
Mansarda permite optimizarea spațiului din "așa zisele poduri", oferind posibilitatea de a obține nivele suplimentare la etajele existente, reducând necesitățile legate de zidărie. Adeseori potențialul decorativ al mansardelor este exploatat prin realizarea de învelitori cu suprafețe curbe convexe sau concave și prin ornamentarea lucarnelor.
Un motiv controversat al răspândirii mansardelor este legat de încercarea proprietarilor de a eluda taxele. Un exemplu al acestei afirmații se regăsește în cartea  How to Make a Country Place (din 1914), în care se citește „Monsieur Mansart a eludat taxa ferestrelor din Franța prin dotarea acoperișurilor cu ferestre, ce poartă numele său”. Acest lucru este improbabil din multe motive: Mansart era un risipitor al banilor clienților săi și, dacă a existat o astfel de taxă in Franța, ea a fost adoptată în 1798, la 132 de ani după moartea vestitului arhitect. 
Exemple mai recente sugerează că clădirile din Franța sau America au fost taxate în funcție de numărul de etaje sau în funcție de înălțimea lor (considerată până la cornișă). Așadar, mansardele erau excluse din restricții. Această ultimă explicație se apropie mai mult de adevăr: în 1783 era în vigoare o lege pariziană în care se impunea o limită de 20 de metri la inălțimea maximă a clădirilor. Fiind considerată acea înălțime până la cornișă, mansardele erau excluse din restricții. O revizuire din 1902 a acelei legi a făcut posibilă realizarea de trei (sau patru) etaje în astfel de acoperișuri.

## Istoric

### Utilizarea mansardei la origine
Mansarda este o elaborare a vechilor acoperișuri medievale cu caracter gotic (care aveau învelitori foarte înclinate). Ea fost popularizată în Franța de arhitectul François Mansart (1598–1666).  Deși nu a fost el inventatorul, acest tip de acoperiș îi poartă numele deoarece a fost folosit în mod remarcabil în proiectele sale. Stilul a fost preluat de numeroși arhitecți printre care se numără nepotul său Jules Hardouin Mansart, (1675–1683).

### Al doilea Imperiu
Mansarda s-a răspândit încă o dată după anul 1850, cu planurile de renovare ale lui Haussmann pentru capitala Franței, într-un curent arhitectural numit „Stilul Al doilea Imperiu”.
Stilul Al doilea Imperiu s-a extins pe tot globul, fiind adeseori adoptat pentru clădiri reprezentative și administrative, precum sedii de guvern, primării, hale, hoteluri și gări. În Statele Unite și în Canada (îndeosebi în Noua Anglie) acel stil a fost adoptat și pentru locuințele private, cu adăugiri de anumite elemente „italienizante” sau neogotice. Turnulețele cu mansardă au devenit un element foarte răspândit în multe proiecte.  

### Secolul al XX-lea
Planul urbanistic adoptat de New York City în 1916 a favorizat construirea mansardelor; pentru clădirile înalte exista restricția ca ultimele etaje să fie prevăzute cu fațadele retrase, față de cele ale etajelor inferioare. În mod evident consecința aceastei proceduri a fost adoptarea mansardei din partea mai multor proiectanți. 
În anii '70 și '80 constructorii erau interesați de elementele stilistice ale arhitecturii postmoderniste și au adaptat podurile clădirilor pentru noi locuințe în mai multe zone ale Statelor Unite. Aspectul exterior al mansardelor a fost adoptat și pentru realizarea fațadelor a mai multor edificii comerciale. În acel caz nu mai erau mansarde adevărate, ci doar un sistem de mascare a sistemelor de aer condiționat.

## Galerie de imagini

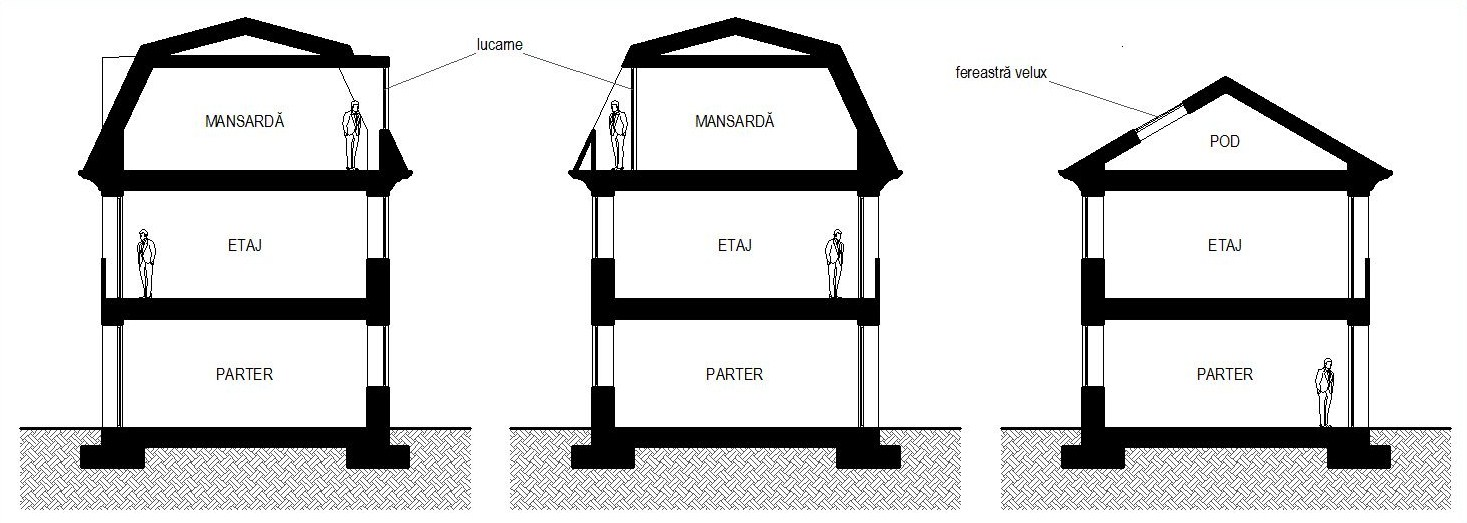
Diferența dintre mansardă și pod
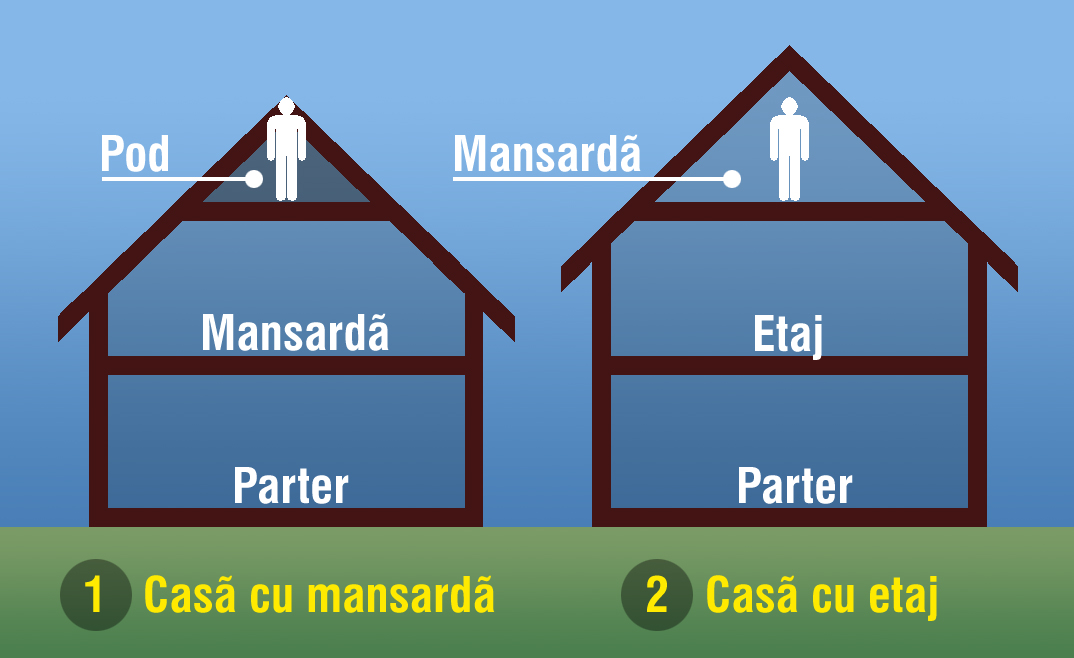
Schemă ilustrând diferența dintre pod, mansardă și etaj
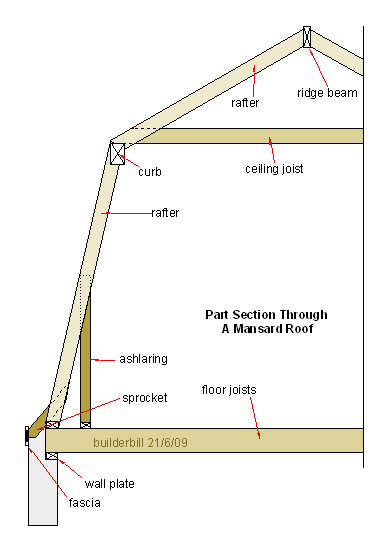
Secțiune printr-o mansardă
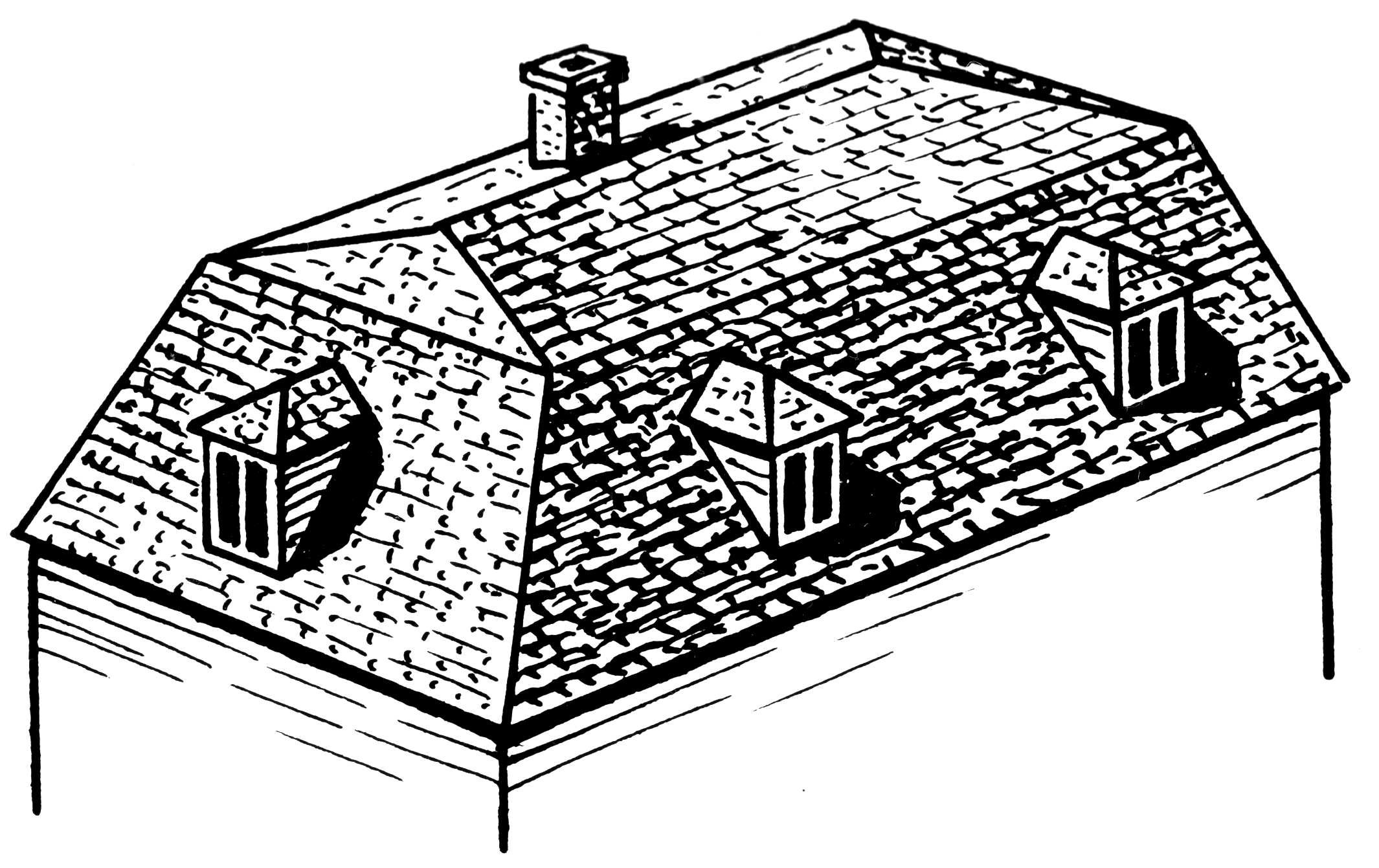
Mansardă
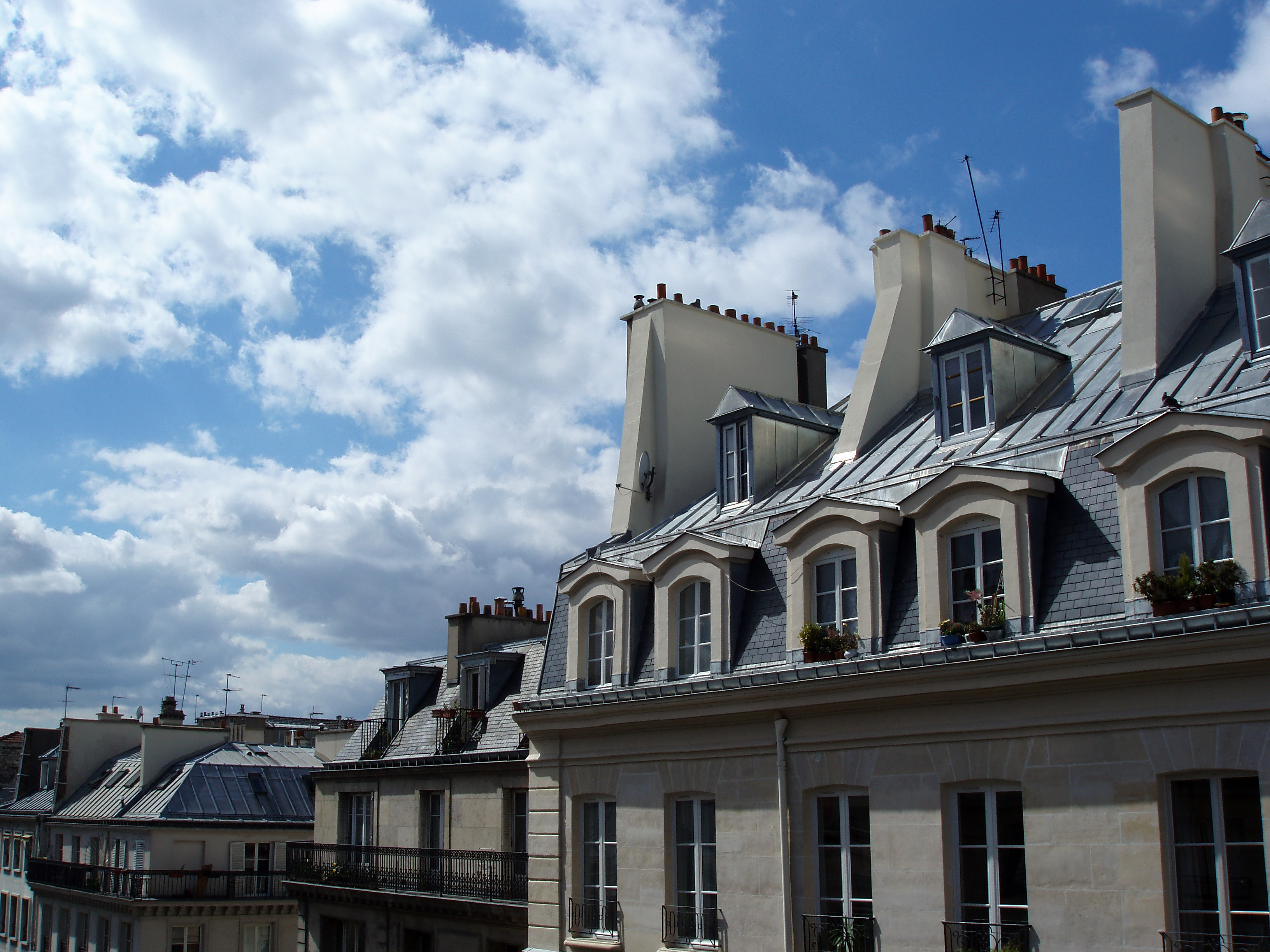
Mansarde
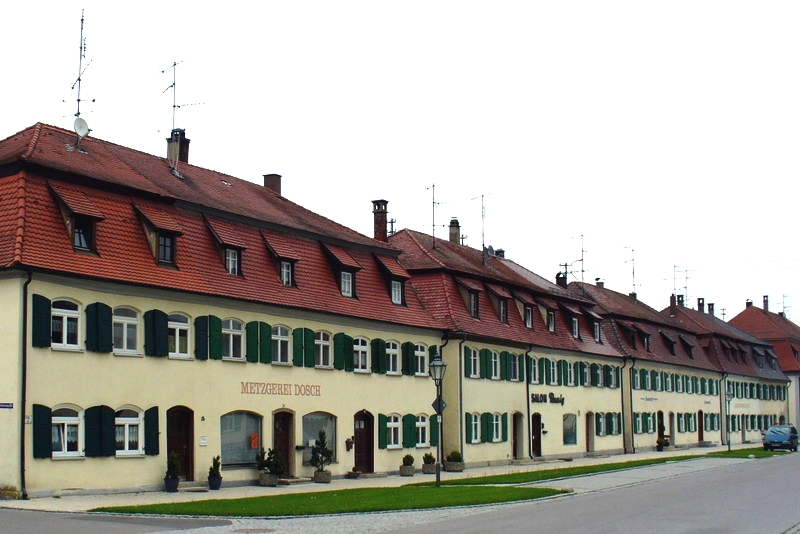
Oberdischingen-reihe
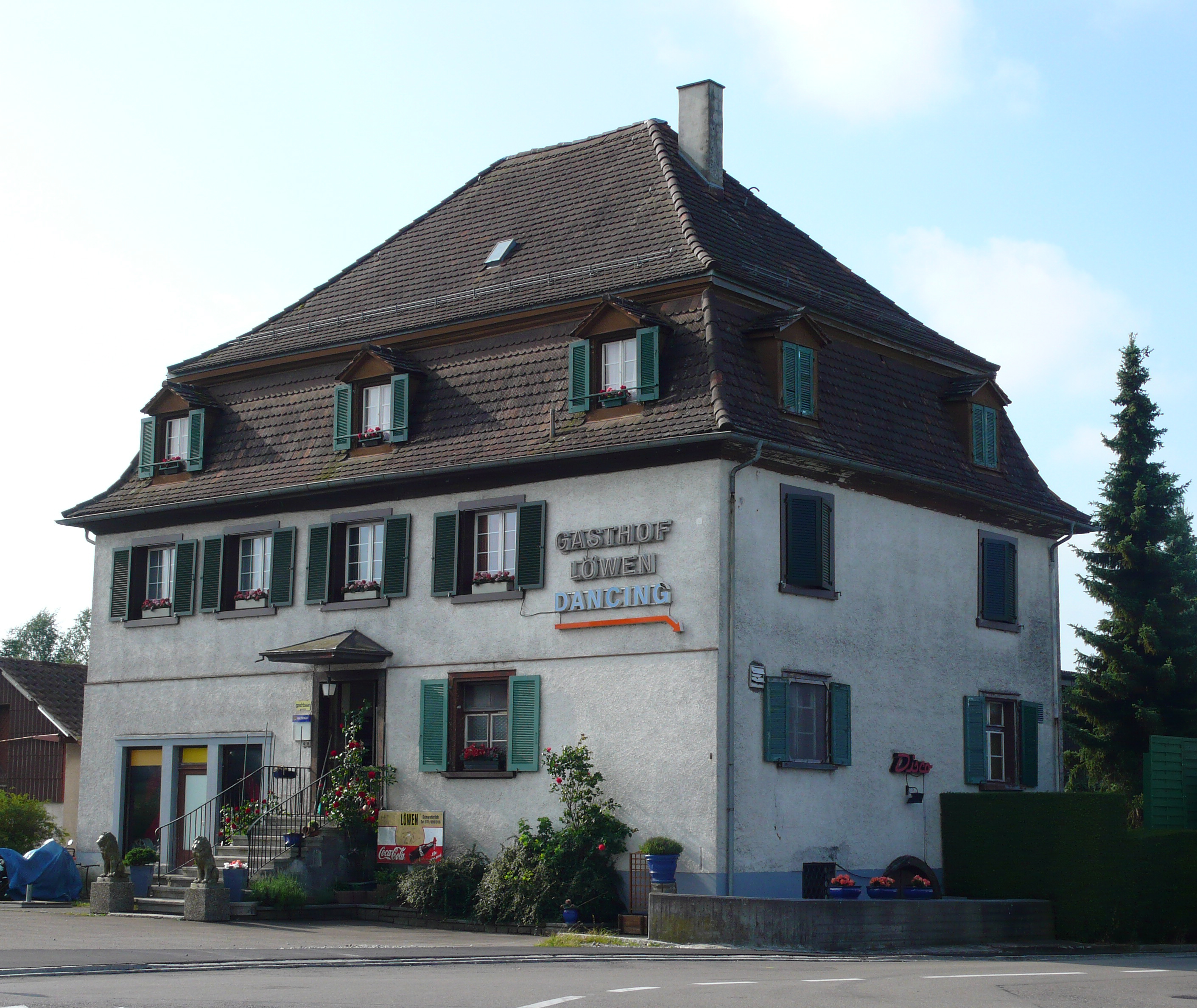
LoewenSchwaderloh
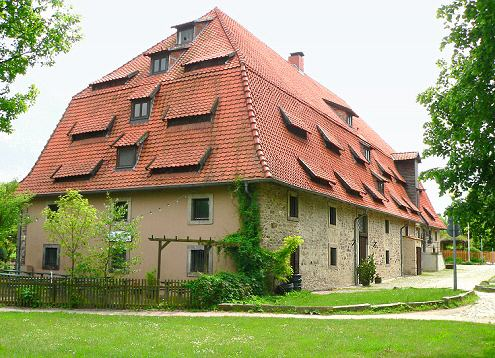
Brauhaus Fallersleben
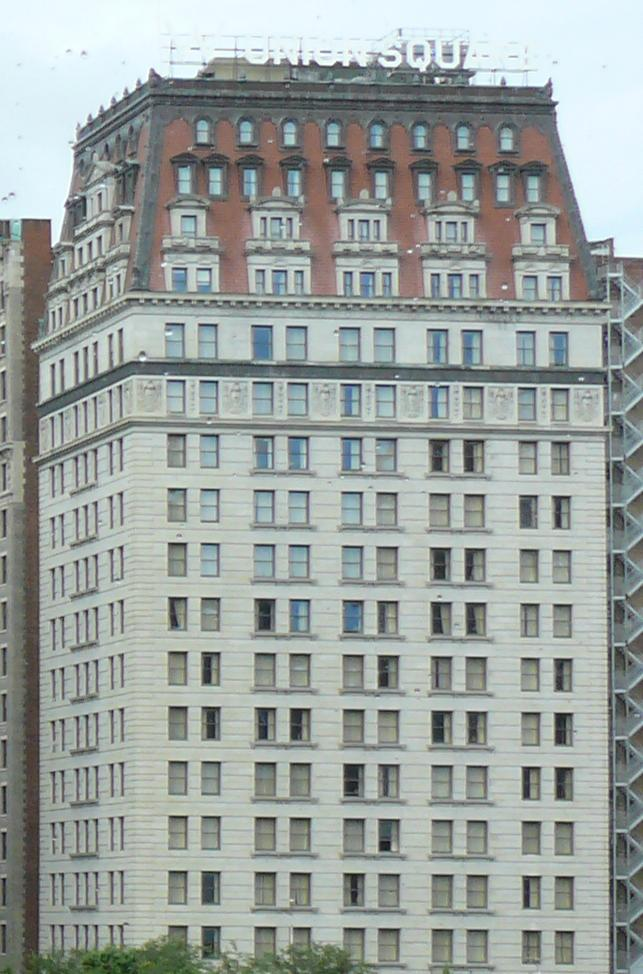
Germania Life Insurance Company Building

## Vezi și
- Glosar de arhitectură